# Saarloq (Nuuk)
Saarloq [ˈsɑːɬːɔq] (nach alter Rechtschreibung Sârdloĸ) ist eine wüst gefallene grönländische Siedlung im Distrikt Nuuk in der Kommuneqarfik Sermersooq.

## Lage
Saarloq befindet sich am Nordwestufer des Nuup Kangerlua 22 km nördlich von Nuuk im Akia (Nordlandet) genannten Gebiet.

## Geschichte
In Saarloq sollen dort schon zur Zeit Hans Egedes Menschen gelebt haben. 1875 wurde der Wohnplatz ebenfalls erwähnt. Laut Det Grønlandske Atlas war Saarloq allerdings 1901 unbewohnt und wurde erst danach neu besiedelt. Ab 1911 gehörte Saarloq zur Gemeinde Godthaab.
1918 wurden 34 Bewohner gezählt, die in vier Häusern lebten. Die Bewohner, unter denen neun Jäger waren, lebten hauptsächlich von der Jagd auf Wale und Rentiere und zu einem geringeren Grad Robben und Füchse. 1875 waren noch doppelt so viele Robben gefangen worden. Einer der Jäger wirkte als unausgebildeter Katechet.
Vermutlich Ende der 1930er Jahre wurden eine Schulkapelle und ein Fischhaus in Saarloq errichtet. Zwischen 1930 und 1950 lebten zwischen 44 und 64 Menschen in Saarloq. 1950 wurde Saarloq Teil der neuen Gemeinde Nuuk, aber nur ein Jahr später wurde der Wohnplatz aufgegeben.

## Söhne und Töchter
- Lars Egede (1894–?), Katechet und Landesrat